# A fúga művészete
A fúga művészete Johann Sebastian Bach nagyszabású variációs ciklusa (BWV 1080). 1740 és 1750 között készült, első nyomtatott kiadása 1751-ben jelent meg. A cím valószínűleg magától Bachtól származik.
A mű 14 fúgát és 4 kánont foglal össze. Az összes mű, eltekintve a befejezetlen utolsótól, egy igen egyszerű d-moll főtémára épül, amit Bach már az első fúgában bemutat.
Sokan ezt a művet tekintik Bach életpályája beteljesedésének, illetve a kontrapunktikus szerkesztés csúcspontjának. A műben megtalálható valamennyi fúgatípus: egyszerű fúga, kettősfúga, tükörfúga stb.

## Hangszerelés
Jóllehet Bach a partitúrára nem írta rá, hogy milyen hangszer(ek)re szánja, de – mivel régiesen lejegyzett „Klavierpartitur”-ról van szó – valószínűleg a mű billentyűs hangszerre íródott.
Természetesen az idők során a kísérletező kedvű karmesterek és zeneszerzők különböző hangszerelésben ad(at)ták elő a művet. Például 1927-ben Karl Straube vezényletével nagyzenekar, orgona és csembaló részvételével, de ezen kívül híresek még a vonósnégyesre, réz- vagy fafúvós hangszerekből álló kvintettekre készült átiratok. Egy igen híres szimfonikus zenekari átirat szerzője, egyben az utolsó tétel egyik kiegészítője Erich Bergel; az átirat 1985-ben Brüsszelben hangzott el először, 1991-ben Budapesten is előadták.

## Tételek
Az 1751-es nyomtatott kiadásban a tételek a kontrapunktikus bonyolultság szerint lettek sorba állítva. Az első csoportot az egyszerű fúgák, a másodikat az ellenfúgák, a harmadikat a többtémás fúgák, a negyediket a tükörfúgák alkotják. A ciklust – amely négy kánont is tartalmaz – a befejezetlenül maradt négyesfúga zárja le.
- Contrapunctus I és II (BWV 1080/1 és 1080/2): négyszólamú egyszerű fúgák, amelyekben a főtéma kizárólag alap formában szerepel.
- Contrapunctus III és IV (BWV 1080/3 és 1080/4): négyszólamú egyszerű fúgák, ahol a főtéma mindig tükörfordításban szólal meg.
- Contrapunctus V (BWV 1080/5): négyszólamú stretto ellenfúga, megtalálható benne a főtéma eredeti és tükrözött változata is. Ebben a fúgában Bach a főtéma változatos torlasztási lehetőségeit mutatja be, csakúgy, mint a következő két tételben.
- Contrapunctus VI „in stylo Francese” (BWV 1080/6): négyszólamú stretto ellenfúga, itt azonban a főtéma kétszeresére gyorsított (diminuált) alakja is szerepel a torlasztásokban. A tétel karakterét a francia ouverture-öket idéző pontozott ritmus határozza meg (Bach korában ezt hívták „francia stílusnak”).
- Contrapunctus VII „a 4 per augmentationem et diminutionem” (BWV 1080/7): négyszólamú stretto ellenfúga. A főtéma eredeti és diminuált alakja kiegészül az „augmentált”, vagyis kétszeresére lassított változattal.
- Contrapunctus VIII (BWV 1080/8): háromszólamú hármasfúga (értsd: három témát kidolgozó, majd azokat összetorlasztó fúga)
- Contrapunctus IX „alla duodecima” (BWV 1080/9): négyszólamú kettősfúga (melyben a két téma nemcsak oktávban, hanem duodecimában is magasságot cserél).
- Contrapunctus X „alla decima” (BWV 1080/10): négyszólamú kettősfúga (melyben a két téma nemcsak oktávban, hanem decimában is magasságot cserél).
- Contrapunctus XI (BWV 1080/11): négyszólamú hármasfúga
- Contrapunctus XII (BWV 1080/12): négyszólamú tükörfúga (értsd: a teljes fúgát, minden hangközlépést megfordítva is teljes értékű zenét kapunk). Az „inversus” változat a „rectus” tükörfordítása.
- Contrapunctus XIII (BWV 1080/13): háromszólamú tükörfúga, mely ugyanakkor ellenfúga is.
- Canon alla octava (BWV 1080/14): Kánon oktávimitációval.
- Canon alla decima in contrapunto alla terza (BWV 1080/15): Kánon decima-imitációval, és tercelő ellenpontozással
- Canon alla duodecima in contrapunto alla quinta (BWV 1080/16): Kánon duodecima-imitációval, kvintelő ellenpontozással
- Canon per augmentationem in contrario motu (BWV 1080/17): augmentált kánon tükörfordítással.
- Contrapunctus XIV „Fuga a 3 soggetti” (BWV 1080/19): Befejezetlen négyszólamú hármasfúga (valójában eredetileg négyesfúga, lásd alul). A harmadik téma az ún. BACH-motívummal kezdődik.

Egy 1742-ből ránk maradt kézirat tartalmazza a Contrapunctus I–III-at, V–IX-et, XI–XIII-at, az oktávkánont, illetve a Contrapunctus X és az augmentált tükörkánon egy korai változatát. 
A Contrapunctus XI utáni tételek sorrendje bizonytalan; különösen a négy kánon elhangzási sorrendjére született sokféle javaslat.
Az első nyomtatott kiadás – a sok pontatlanság mellett – tartalmazta XIII-as Contrapunctus két billentyűs hangszerre írt változatát is (rectus BWV 1080/18,1 és inversus BWV 1080/18,2). Bizonytalan, hogy ki írta hozzá a negyedik szólamot (talán valamelyik fia, aki átnézte ezt a kiadást, de lehet, hogy még maga Bach).
Az első kiadásban ezenkívül „ráadásként” kinyomtattak egy nyilvánvalóan nem a ciklusba szánt művet, a Vor deinem Thron tret ich hiermit c. korálelőjátékot (BWV 668a), amit Bach valószínűleg a halálos ágyán diktált.
Az anyag nyomtatása nem sokkal a szerző halála után kezdődött. Később, a kiadvány szerény forgalmazása miatt – szomorú utójátékképpen – az eredeti réznyomólemezeket alapanyagárban eladták, majd beolvasztották.

## A befejezetlen fúga

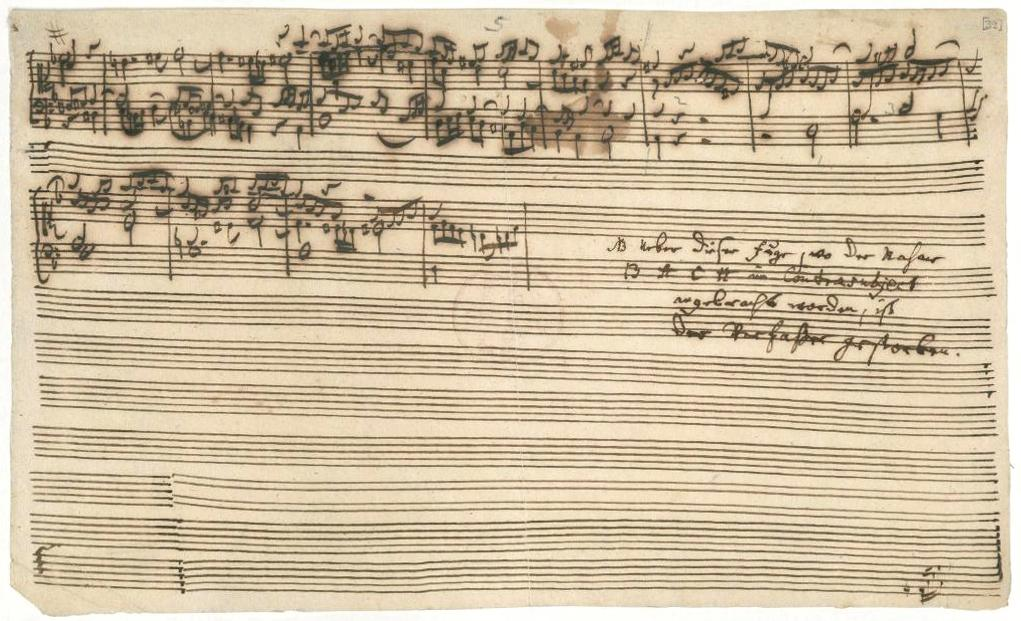
A befejezetlen fúga kéziratának utolsó oldala Carl Philipp Emanuel Bach megjegyzésével

Az utolsó fúgát, a Contrapunctus XIV-et Bach már nem tudta befejezni (a 239-es ütemnél szakad meg a kézirat). A kéziraton ezután Carl Philipp Emanuel Bach megjegyzése látható, miszerint: „Über dieser Fuge, wo der Nahme B A C H im Contrasubject angebracht worden, ist der Verfasser gestorben.” („Ezen a ponton, ahol a BACH név, mint kontraszubjektum jelenik meg, a szerző meghalt.”) Azonban mai tudásunk szerint ez a több évvel a szerző halála után a lapra került állítás erősen megkérdőjelezhető, ugyanis Bachnak 1749-től komoly szemproblémái voltak, írni alig tudott. A kézirat viszont energikus, lendületes, ebből következően jóval halála előtt íródott.
Gustav Nottebohm 1880-as tanulmánya nyomán a zenetörténészek (többek között Davitt Moroney és Christoph Wolff) egyetértenek abban, hogy a fúga eredetileg négytémás fúgának készült, ahol a negyedik téma a ciklus főtémája lett volna (ez természetesen ellentétben áll a „Fuga a 3 soggetti” címmel, de azt C. Ph. E. Bach adta, mi több, Bach nekrológja említést tesz a négy témáról). A négy téma bonyolult kontrapunktikus kombinációival záródott volna a mű. Az sem kizárt, hogy Bach megírta (legalábbis felvázolta) a tétel végét, azonban ez a zárórész elveszett, hasonlóan a teljes Contrapunctus IV kéziratához (utóbbi tétel csak nyomtatott formában maradt fenn).
A Contrapunctus XIV-et többen megpróbáltak befejezni; a legjelentősebb kiegészítések Hugo Riemann, Donald Tovey, Erich Bergel és Göncz Zoltán munkái. Ezen kívül Helmut Walcha és Davitt Moroney is kísérletet tett a befejezésre. Ferruccio Busoni Fantasia Contrappuntistica címen saját darabot írt, ahol felhasználta Bach művét is.
Legutóbbi modern feldolgozását a Laibach szlovén avantgarde/indusztriál-formáció adta elő, LaiBachDerKunstDerFuge néven.